# El sistema Ribadier
El sistema Ribadier es una obra de teatro  de Georges Feydeau, estrenada en 1892.

## Argumento
Un marido oprimido por su celosa mujer que quiere tenerlo controlado todo el tiempo debido a que su anterior marido la traicionó, idea un plan para poder verse con su amante.Dicho plan consiste en hipnotizar a la mujer.Sin embargo comete el error de comentarle a un amigo su "sistema" y este resulta ser un pretendiente de su antigua esposa.

## Estreno en España
- Teatro Infanta Beatriz, Madrid, 23 de diciembre de 1960.
  - Dirección: Angel F. Montesinos.
  - Escenografía: Victor Maria Cortezo.
  - Intérpretes: Juanjo Menéndez , Carmen Bernardos , Ricardo Canales, Manuel Díaz González (actor) , Irene Gutiérrez Caba.